# Слово Истины (журнал)

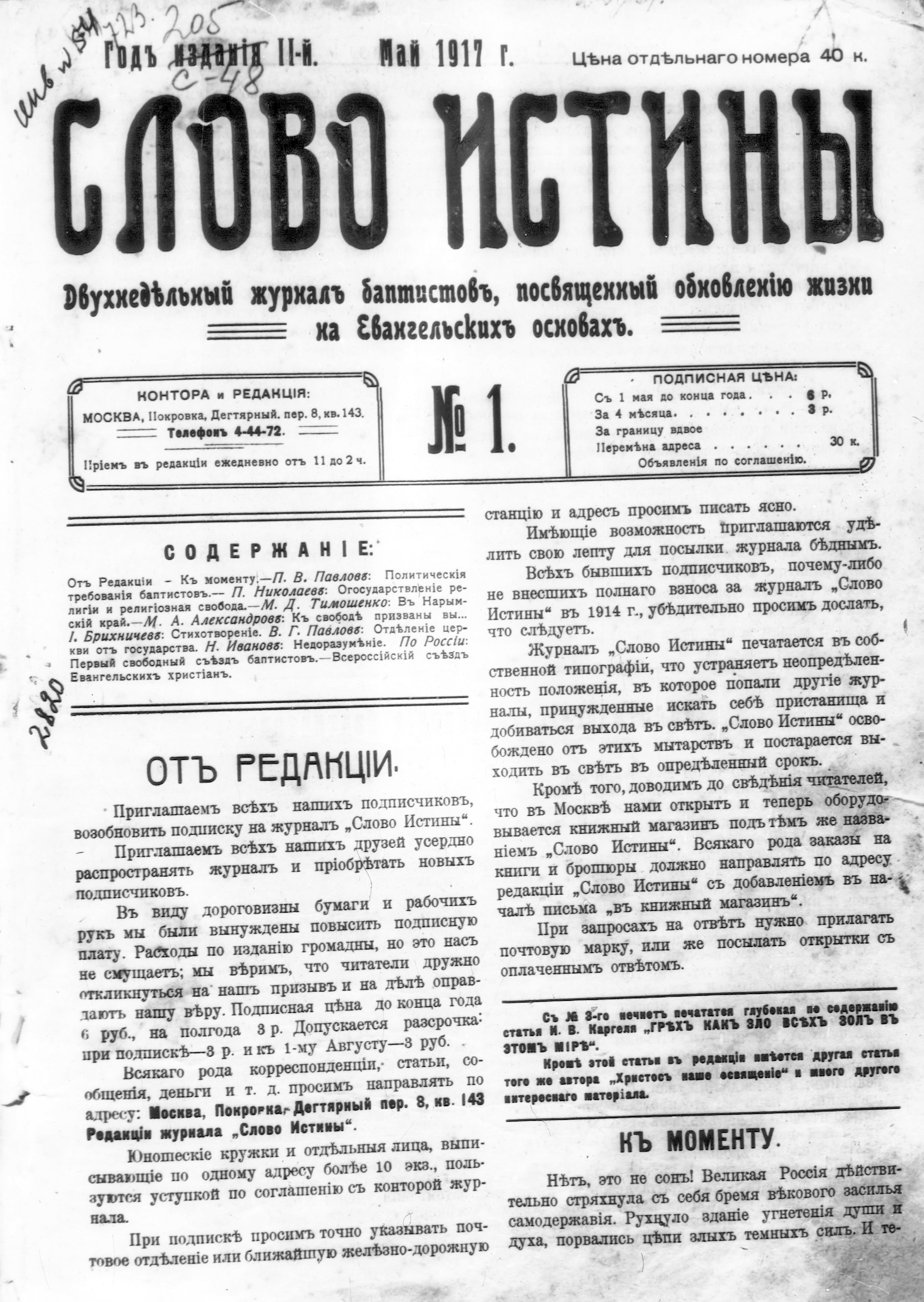
Первая полоса журнала «Слово истины» (№ 1 1917 год). В этом номере вышла статья с изложением политических требований баптистов в связи со свершившейся в феврале 1917 года демократической революцией

«Слово Истины» — журнал, издававшийся в 1913—1914, 1917—1918, 1921—1922 годах лидерами Союза русских баптистов.
Впервые начал издаваться в июле 1913 года на основах товарищества. Редактором журнала стал Михаил Данилович Тимошенко. В декабре 1914 года, в связи с арестом и ссылкой Тимошенко, издание журнала было приостановлено «на все время военного положения».
Издание было возобновлено в 1917 году, после возвращения М. Д. Тимошенко из ссылки — из Нарымского края. Журнал издавался им совместно с Павлом Васильевичем Павловым (Павлов — издатель, Тимошенко — редактор).
В разное время в журнале сотрудничали: Николай Васильевич Одинцов, Иван Вениаминович Каргель, Фёдор Прохорович Балихин и другие.
Журнал был достаточно политизированным. Так, в № 1 за 1917 год вышла статья П. В. Павлова «Политические требования баптистов», а в № 8 за 1917 год была опубликована речь Ивана Степановича Проханова на Государственном совещании Временного правительства. (Подробнее об этом в статье Воскресение (партия)). Нужно отметить, что в 1917 году журнал «Баптист», являвшийся печатным органом Союза баптистов, выходил нерегулярно, а с 1918 по 1921 год он не выходил вообще. В этот период журнал «Слово Истины» приобрел особенное значение.
Издание одноименного журнала «Слово истины» осуществляется Братством независимых церквей евангельских христиан-баптистов в настоящее время.